# Контракти (журнал)
«Контракти» (рос. Контракты) — в минулому український журнал, що друкувався з 1990 по 2014 рік. До 2000 року журнал друкувався українською мовою як «Галицькі Контракти», а з починаючи з 2000 і по 2014 російською та українською мовами під назвою «Контракти» та «Контракты». З 2014 існував лише російськомовний вебсайт видання. Станом на жовтень 2022 року новини на сайті публікуються українською мовою.

## Історія
- 1990 року у Львові виходить перший номер журналу «Галицькі контракти».
- 1994 року «Галицькі контракти» нагороджено дипломом Союзу журналістів України «За новаторство у створенні видання нового типу та найбільший тираж серед ділових видань».
- 2000 року редакція переїздить до Києва і журнал починає виходити на додачу до української, також і російською мовою.
- 2002 року змінюється назва видання на «Контракти». В цьому ж році зареєстрована торговельна марка «Контракти».
- 2003 року перехід на кольоровий друк та новий дизайн.
- 2006 року видавництво міняє дизайн та стиль.
- 2008 року збільшення читацької аудиторії. Збільшення щотижневого тиражу до 68 000 екземплярів.
- 2011 року початок продажу електронної, pdf-версії журналу «Контракти»[3].
- 2013 року відкрите кримінальне провадження № 32013150000000133 за частиною 2 статті 212 КК України щодо ухилення від сплати податків у великих розмірах (2 607 314 грн) видавцем журналу (газети) ТОВ «Редакція „Галицькі контракти“».[4]
- 2014 року видавництво припиняє друкувати паперову україномовну[5] та російськомовну версії журналу та перетворюється на російськомовну онлайн газету.[2]

Власником торговельної марки «Контракти» є ТОВ «Редакція „Дебет-Кредит“».
Видавцем журналу (газети) було ТОВ «Редакція „Галицькі контракти“».